# (32861) 1993 FM7
1993 FM7 (asteroide 32861) é um asteroide da cintura principal. Possui uma excentricidade de 0.01722640 e uma inclinação de 3.42240º.
Este asteroide foi descoberto no dia 17 de março de 1993 por UESAC em La Silla.